# Adam Falckenhagen
Adam Falckenhagen est un luthiste et compositeur allemand, né à Groß Dalzig le 26 avril 1697 et mort à Bayreuth le 6 octobre 1754. Il exerce ses activités successivement à Leipzig, Weissenfels, Weimar et Bayreuth.

## Biographie
Durant la période Weissenfels, il passe plusieurs mois à Dresde où il reçoit l'enseignement de Sylvius Leopold Weiss. À partir de 1727, il séjourne à la cour de Weimar. Il est au service du duc Ernst August de Sachsen-Weimar de mai 1729 jusqu'en août 1732. En 1736, Falckenhagen est le musicien le mieux payé à la cour de Bayreuth après le maître de chapelle Johan Pfeiffer.

## Discographie
- Paul Beier
  - Prélude nel quale sono contenuti tutti i Tuoni Musicali (1750) - Harmonia Mundi 1994
- John Schneiderman
  - Six sonates pour luth, op. 1 (1740) - Titanic Records 1998
  - Six partitas pour luth, op. 2 (1742) - Vgo Recordings 2004
- Agustín Maruri
  - Concerto-EMEC SPAIN, E-002, 1993 (solo guitar)
  - Concerto a cinco (F major) Concerto a cinco (G minor) EMEC SPAIN, E-004, 1994, (guitar and strings)
  - Six Flute concertos opus IV, EMEC, E-014/5,Sabine Dreier, (flute), Michael Kevin Jones, (cello), 1996.
  - Six sonates pour luth, op. 1 (1740)
  - Adaptation pour guitare - Emec Spain 1998, (www.emecdiscos.com)
- Miguel Yisrael
  - The Court of Bayreuth - Brilliant Classics 2010

## Sources
- « GalantGuitartext », sur hia.no via Internet Archive (consulté le 10 décembre 2023)